# گمینا وولا کژشتوپورسکا
گمینا وولا کژشتوپورسکا (به لهستانی:  Gmina Wola Krzysztoporska) یک گمینا در لهستان است که در شهرستان پیوترکوف واقع شده‌است. گمینا وولا کژشتوپورسکا ۱۷۰٫۴۱ کیلومتر مربع مساحت و ۱۱٬۵۷۵ نفر جمعیت دارد.